# Curling-Europameisterschaft 1987
Die Curling-Europameisterschaft 1987 der Männer und Frauen fand vom 8. bis 12. Dezember in Oberstdorf in der Bundesrepublik Deutschland statt.

## Turnier der Männer

### Teilnehmer
| Dänemark | BR Deutschland                                                                        | England                                                                              | Finnland | Frankreich                                                                                  |
| --- | ------------------------------------------------------------------------------------- | ------------------------------------------------------------------------------------ | --- | ------------------------------------------------------------------------------------------- |
| Skip: Sören Bang Third: Henrik Jakobsen Second: Lasse Lavrsen Lead: Ulrik Schmidt Alternate: Michael Harry       | Skip: Keith Wendorf Third: Uwe Saile Second: Sven Saile Lead: Hans Dieter Kiesel      | Skip: John Deakin Third: Gordon Vickers Second: Martyn Deakin Lead: Peter Bowyer     | Skip: Jussi Uusipaavalniemi Third: Jarmo Jokivalli Second: Jari Laukkanen Lead: Petri Tsutsunen Alternate: Juhani Heinonen | Skip: Christophe Boan Third: Gerard Ravello Second: Alain Brangi Lead: Thierry Mercier      |
| Italien | Luxemburg                                                                             | Niederlande                                                                          | Norwegen | Österreich                                                                                  |
| Skip: Fabio Alverà Third: Adriano Lorenzi Second: Stefano Morona Lead: Stefano Zardini                           | Skip: Denis Boulianne Third: Nico Schweich Second: Norbert Busch Lead: Bill Bannerman | Skip: Wim Neeleman Third: Otto Veening Second: Gérard Verbeek Lead: Jheroen Tilman   | Skip: Eigil Ramsfjell Third: Sjur Loen Second: Morten Søgaard Lead: Bo Bakke                                               | Skip: Alois Kreidl Third: Günther Mochny Second: Dieter Küchenmeister Lead: Stefan Salinger |
| Schweden | Schweiz                                                                               | Schottland                                                                           | Wales |                                                                                             |
| Skip: Thomas Norgren Third: Jan Strandlund Second: Lars Strandqvist Lead: Lars Engblom Alternate: Olle Håkansson | Skip: Dieter Wüest Third: Jens Piesbergen Second: Nick Gartermann Lead: Simon Roth    | Skip: Douglas Dryburgh Third: Philip Wilson Second: Lindsay Clark Lead: Billy Andrew | Skip: John Hunt Third: John Stone Second: John Guyan Lead: Michael Hunt                                                    |                                                                                             |

### Erste Phase
Die 14 Teams ermittelten in drei Eliminationsrunden die 8 Teilnehmer der zweiten Phase:
- In der ersten Eliminationsrunde spielten die 14 Teams 2 Plätze in der zweiten Phase aus.
- Die restlichen 12 Teams spielten in der zweiten Eliminationsrunde weitere 3 Plätze in der zweiten Phase aus.
- In der dritten Eliminationsrunde wurden von den restlichen 9 Teams die letzten drei Plätze in Phase 2 ausgespielt.

Die 6 ausgeschiedenen Mannschaften spielten in einer Platzierungsrunde um die Ränge 9-14.
| 1. Elimination            | 1. Elimination |
| 1. Runde                  | 1. Runde       |
| ------------------------- | -------------- |
| Frankreich – Österreich   | 2-11           |
| Italien – Niederlande     | 8-2            |
| Schottland – Wales        | 12-4           |
| Dänemark – England        | 7-8            |
| Norwegen – Luxemburg      | 12-4           |
| BR Deutschland – Finnland | 7-0            |
| 2. Runde                  |                |
| Schweiz – Österreich      | 10-3           |
| Italien – Schottland      | 1-3            |
| Schweden – England        | 8-5            |
| Norwegen – BR Deutschland | 6-4            |
| 3. Runde                  |                |
| Schweiz – Schottland      | 5-6            |
| Schweden – Norwegen       | 6-4            |

| 2. Elimination           | 2. Elimination |
| 1. Runde                 | 1. Runde       |
| ------------------------ | -------------- |
| Niederlande – Wales      | 8-2            |
| Luxemburg – Finnland     | 3-8            |
| 2. Runde                 |                |
| Österreich – Italien     | 6-7            |
| England – BR Deutschland | 7-8            |
| Frankreich – Niederlande | 2-7            |
| Dänemark – Finnland      | 8-2            |
| 3. Runde                 |                |
| Schweiz – Dänemark       | 9-2            |
| Italien – BR Deutschland | 5-7            |
| Norwegen – Niederlande   | 5-4            |

| 3. Elimination           | 3. Elimination |
| 1. Runde                 | 1. Runde       |
| ------------------------ | -------------- |
| England – Wales          | 3-8            |
| Frankreich – Finnland    | 4-5            |
| Österreich – Luxemburg   | 8-7            |
| 2. Runde                 |                |
| Dänemark – Wales         | 7-1            |
| Italien – Finnland       | 3-6            |
| Niederlande – Österreich | 7-6            |

| Ergebnisse der ersten Phase     | Ergebnisse der ersten Phase                                                                 |
| ------------------------------- | ------------------------------------------------------------------------------------------- |
| Qualifiziert für Phase 2        | Schweden, Schottland, Schweiz, BR Deutschland, Norwegen, Dänemark, Finnland und Niederlande |
| In der Platzierungsrunde (9-14) | Wales, Österreich, Frankreich, Italien, England und Luxemburg                               |

### Zweite Phase
Die 8 aus die in die zweite Phase aufgestiegen waren, spielten in zwei Eliminationsrunden die 4 Halbfinal Plätze aus.:
- Die 8 Teams spielten in der ersten Eliminationsrunde um 2 Halbfinalplätze.
- Die restlichen 6 Teams spielten in der zweiten Eliminationsrunde um die letzten 2 Halbfinal Plätze.

Die 4 ausgeschiedenen Teams spielten eine Platzierungsrunde um die Ränge 5-8.
| 1. Elimination               | 1. Elimination |
| 1. Runde                     | 1. Runde       |
| ---------------------------- | -------------- |
| Schottland – Finnland        | 8-3            |
| Schweiz – Norwegen           | 6-7            |
| Schweden – Dänemark          | 6-7            |
| BR Deutschland – Niederlande | 6-3            |
| 2. Runde                     |                |
| Schottland – Norwegen        | 5-6            |
| Dänemark – BR Deutschland    | 5-6            |

| 2. Elimination         | 2. Elimination |
| 1. Runde               | 1. Runde       |
| ---------------------- | -------------- |
| Finnland – Schweiz     | 2-7            |
| Schweden – Niederlande | 8-1            |
| 2. runde               |                |
| Dänemark – Schweiz     | 3-4            |
| Schottland – Schweden  | 3-4            |

| Ergebnisse der 2. Phase        | Ergebnisse der 2. Phase                        |
| ------------------------------ | ---------------------------------------------- |
| Qualifiziert fürs Halbfinale   | Norwegen, BR Deutschland, Schweiz und Schweden |
| In der Platzierungsrunde (5-8) | Schottland, Finnland, Dänemark und Niederlande |

### Platzierungsrunde
Ränge 9-14
Die sechs in Phase 1 ausgeschiedenen Teams spielten in drei Eliminationsrunden um die Ränge 9-14
| 1. Elimination          | 1. Elimination |
| 1. Runde                | 1. Runde       |
| ----------------------- | -------------- |
| Wales – Luxemburg       | 8-7            |
| England – Frankreich    | 5-7            |
| 2. Runde                |                |
| Wales – Italien         | 2-7            |
| Österreich – Frankreich | 4-3            |
| Spiel um Rang 9.        |                |
| Italien – Österreich    | 5-6            |

| 2. Elimination         | 2. Elimination |
| 1. Runde               | 1. Runde       |
| ---------------------- | -------------- |
| Wales – England        | 4-6            |
| Frankreich – Luxemburg | 8-2            |
| Spiel um Rang 11.      |                |
| England – Frankreich   | 5-2            |

| 3. Elimination    | 3. Elimination    |
| Spiel um Rang 13. | Spiel um Rang 13. |
| ----------------- | ----------------- |
| Wales – Luxemburg | 7-5               |

| Endstand | Endstand   |
| -------- | ---------- |
| 9.       | Österreich |
| 10.      | Italien    |
| 11.      | England    |
| 12.      | Frankreich |
| 13.      | Wales      |
| 14.      | Luxemburg  |

Ränge 5-8
Die vier in Phase 2 ausgeschiedenen Teams spielten um die Ränge 5-8
| Platzierungsrunde      | Platzierungsrunde |
| Spiel um Rang 7.       | Spiel um Rang 7.  |
| ---------------------- | ----------------- |
| Finnland – Niederlande | 7-4               |
| Spiel um Rang 5.       |                   |
| Dänemark – Schottland  | 6-5               |

| Endstand | Endstand    |
| -------- | ----------- |
| 5.       | Dänemark    |
| 6.       | Schottland  |
| 7.       | Finnland    |
| 8.       | Niederlande |

|  | Halbfinale | Halbfinale     | Halbfinale |    |          | Finale                      | Finale                      | Finale                      |
|  |            |                |            |    |          |                             |                             |                             |
|  |            |                |            |    |          |                             |                             |                             |
|  | 3          | Norwegen       | 8          |    |          |                             |                             |                             |
|  | 2          | Schweiz        | 3          |    |          |                             |                             |                             |
|  |            |                |            | 22 | Norwegen | 4                           |                             |                             |
|  |            |                |            |    | 1        | Schweden                    | 5                           |                             |
|  | 4          | BR Deutschland | 2          |    |          |                             |                             |                             |
|  | 1          | Schweden       | 9          |    |          | Spiel um die Bronzemedaille | Spiel um die Bronzemedaille | Spiel um die Bronzemedaille |
|  |            |                |            |    |          | 3                           | Schweiz                     | 5                           |
|  | 4          | BR Deutschland | 4          |    |          |                             |                             |                             |
|  |            |                |            |    |          |                             |                             |                             |

| Platz | Land           |
| ----- | -------------- |
| 1     | Schweden       |
| 2     | Norwegen       |
| 3     | Schweiz        |
| 4     | BR Deutschland |
| 5     | Dänemark       |
| 6     | Schottland     |
| 7     | Finnland       |
| 8     | Niederlande    |
| 9     | Österreich     |
| 10    | Italien        |
| 11    | England        |
| 12    | Frankreich     |
| 13    | Wales          |
| 14    | Luxemburg      |

## Turnier der Frauen

### Teilnehmer
| Dänemark                                                                                          | BR Deutschland                                                                                   | England                                                                                   | Finnland                                                                               | Frankreich                                                                                    |
| ------------------------------------------------------------------------------------------------- | ------------------------------------------------------------------------------------------------ | ----------------------------------------------------------------------------------------- | -------------------------------------------------------------------------------------- | --------------------------------------------------------------------------------------------- |
| Skip: Marianne Qvist Third: Lene Bidstrup Second: Astrid Birnbaum Lead: Lilian Frøhling           | Skip: Andrea Schöpp Third: Almut Hege-Schöll Second: Monika Wagner Lead: Suzanne Fink            | Skip: Caroline Cumming Third: Aileen Gemmell Second: Penni Davis Lead: Alison Arthur      | Skip: Anne Malmi Third: Mari Lundén Second: Tytti Haapasaari Lead: Terhi Liukkonen     | Skip: Agnes Mercier Third: Annick Mercier Second: Andrée Dupont-Roce Lead: Catherine Lefebvre |
| Italien                                                                                           | Niederlande                                                                                      | Norwegen                                                                                  | Österreich                                                                             | Schweden                                                                                      |
| Skip: Ann Lacedelli Third: Francesca Del Fabbro Second: Emanuela Sarto Lead: Loredana Siorpaes    | Skip: Laura van Imhoff Third: Gerrie Veening Second: Kniertje van Kuyk Lead: Mirjam Boymans-Gast | Skip: Trine Trulsen Vågberg Third: Dordi Nordby Second: Hanne Woods Lead: Mette Halvorsen | Skip: Lilly Hummelt Third: Andrea von Malberg Second: Inge Lamprecht Lead: Jutta Kober | Skip: Anette Norberg Third: Sofie Marmont Second: Anna Rindeskog Lead: Louise Marmont         |
| Schweiz                                                                                           | Schottland                                                                                       | Wales                                                                                     |                                                                                        |                                                                                               |
| Skip: Cristina Lestander Third: Barbara Meier Second: Christina Gartenmann Lead: Katrin Peterhans | Skip: Marion Miller Third: Janice Miller Second: Jane McConnell Lead: Moira McConnell            | Skip: Helen Lyon Third: Jean Robinson Second: Anna Martin Lead: Jackie Jones              |                                                                                        |                                                                                               |

### Erste Phase
Die 13 Teams ermittelten in drei Eliminationsrunden die 8 Teilnehmer der zweiten Phase:
- In der ersten Eliminationsrunde spielten die 13 Teams 2 Plätze in der zweiten Phase aus.
- Die restlichen 11 Teams spielten in der zweiten Eliminationsrunde weitere 3 Plätze in der zweiten Phase aus.
- In der dritten Eliminationsrunde wurden von den restlichen 8 Teams die letzten drei Plätze in Phase 2 ausgespielt.

Die 5 ausgeschiedenen Mannschaften spielten in einer Platzierungsrunde um die Ränge 9-13.
| 1. Elimination            | 1. Elimination |
| 1. Runde                  | 1. Runde       |
| ------------------------- | -------------- |
| Niederlande – Norwegen    | 1-14           |
| Schottland – Wales        | 13-2           |
| Frankreich – Österreich   | 5-6            |
| Schweden – Finnland       | 11-4           |
| Italien – England         | 7-6            |
| 2. Runde                  |                |
| BR Deutschland – Norwegen | 6-7            |
| Schottland – Österreich   | 14-1           |
| Schweiz – Schweden        | 4-5            |
| Dänemark – Italien        | 11-3           |
| 3. Runde                  |                |
| Norwegen – Schottland     | 10-2           |
| Schweden – Dänemark       | 10-2           |

| 2. Elimination              | 2. Elimination |
| 1. Runde                    | 1. Runde       |
| --------------------------- | -------------- |
| Wales – Frankreich          | 1-13           |
| 2. Runde                    |                |
| BR Deutschland – Österreich | 9-1            |
| Schweiz – Italien           | 6-1            |
| Niederlande – Frankreich    | 5-6            |
| Finnland – England          | 13-1           |
| 3. Runde                    |                |
| Schottland – Finnland       | 9-3            |
| 'BR Deutschland – Schweiz   | 5-6            |
| Dänemark – Frankreich       | 7-10           |

| 3. Elimination           | 3. Elimination |
| 1. Runde                 | 1. Runde       |
| ------------------------ | -------------- |
| Italien – Wales          | 5-9            |
| Niederlande – England    | 1-7            |
| 2. Runde                 |                |
| Finnland – Wales         | 8-1            |
| BR Deutschland – England | 12-5           |
| Dänemark – Österreich    | 6-9            |

| Ergebnisse der ersten Phase     | Ergebnisse der ersten Phase                                                                  |
| ------------------------------- | -------------------------------------------------------------------------------------------- |
| Qualifiziert für Phase 2        | Norwegen, Schweden, Schottland, Schweiz, Frankreich, Finnland, BR Deutschland und Österreich |
| In der Platzierungsrunde (9-14) | Wales, England, Niederlande, Dänemark und Italien                                            |

### Zweite Phase
Die 8 aus die in die zweite Phase aufgestiegen waren, spielten in zwei Eliminationsrunden die 4 Halbfinal Plätze aus.:
- Die 8 Teams spielten in der ersten Eliminationsrunde um 2 Halbfinalplätze.
- Die restlichen 6 Teams spielten in der zweiten Eliminationsrunde um die letzten 2 Halbfinal Plätze.

Die 4 ausgeschiedenen Teams spielten eine Platzierungsrunde um die Ränge 5-8.
| 1. Elimination              | 1. Elimination |
| 1. Runde                    | 1. Runde       |
| --------------------------- | -------------- |
| Norwegen – BR Deutschland   | 4-7            |
| Schottland – Frankreich     | 6-7            |
| Schweden – Finnland         | 12-2           |
| Schweiz – Österreich        | 9-2            |
| 2. Runde                    |                |
| BR Deutschland – Frankreich | 12-4           |
| Schweden – Schweiz          | 7-5            |

| 2. Elimination        | 2. Elimination |
| 1. Runde              | 1. Runde       |
| --------------------- | -------------- |
| Norwegen – Schottland | 8-4            |
| Finnland – Österreich | 6-5            |
| 2. Runde              |                |
| Schweiz – Norwegen    | 5-9            |
| Frankreich – Finnland | 8-2            |

| Ergebnisse der 2. Phase        | Ergebnisse der 2. Phase                           |
| ------------------------------ | ------------------------------------------------- |
| Qualifiziert fürs Halbfinale   | BR Deutschland, Schweden, Norwegen und Frankreich |
| In der Platzierungsrunde (5-8) | Schottland, Finnland, Schweiz und Österreich      |

### Platzierungsrunde
Ränge 9-13
Die fünf in Phase 1 ausgeschiedenen Teams spielten in zwei Eliminationsrunden um die Ränge 9-13
| 1. Elimination        | 1. Elimination |
| 1. Runde              | 1. Runde       |
| --------------------- | -------------- |
| Italien – Niederlande | 9−5            |
| 2. Runde              |                |
| Wales – England       | 1-10           |
| Dänemark – Italien    | 10-5           |
| Spiel um Rang 9.      |                |
| England – Dänemark    | 4-9            |

| 2. Elimination        | 2. Elimination |
| 1. Runde              | 1. Runde       |
| --------------------- | -------------- |
| Wales – Niederlande   | 2-10           |
| Spiel um Rang 11.     |                |
| Niederlande – Italien | 10-4           |

| Endstand | Endstand    |
| -------- | ----------- |
| 9.       | Dänemark    |
| 10.      | England     |
| 11.      | Niederlande |
| 12.      | Italien     |
| 13.      | Wales       |

Ränge 5-8
Die vier in Phase 2 ausgeschiedenen Teams spielten um die Ränge 5-8
| Platzierungsrunde       | Platzierungsrunde |
| Spiel um Rang 7.        | Spiel um Rang 7.  |
| ----------------------- | ----------------- |
| Schottland – Österreich | 3-6               |
| Spiel um Rang 5.        |                   |
| Schweiz – Finnland      | 8-4               |

| Endstand | Endstand   |
| -------- | ---------- |
| 5.       | Schweiz    |
| 6.       | Finnland   |
| 7.       | Österreich |
| 8.       | Schottland |

|  | Halbfinale | Halbfinale     | Halbfinale |   |                | Finale                      | Finale                      | Finale                      |
|  |            |                |            |   |                |                             |                             |                             |
|  |            |                |            |   |                |                             |                             |                             |
|  | 3          | BR Deutschland | 7          |   |                |                             |                             |                             |
|  | 2          | Norwegen       | 6          |   |                |                             |                             |                             |
|  |            |                |            | 3 | BR Deutschland | 7                           |                             |                             |
|  |            |                |            |   | 1              | Schweden                    | 6                           |                             |
|  | 4          | Schweden       | 8          |   |                |                             |                             |                             |
|  | 1          | Frankreich     | 3          |   |                | Spiel um die Bronzemedaille | Spiel um die Bronzemedaille | Spiel um die Bronzemedaille |
|  |            |                |            |   |                | 2                           | Norwegen                    | 9                           |
|  | 4          | Frankreich     | 4          |   |                |                             |                             |                             |
|  |            |                |            |   |                |                             |                             |                             |

| Platz | Land           |
| ----- | -------------- |
| 1     | BR Deutschland |
| 2     | Schweden       |
| 3     | Norwegen       |
| 4     | Frankreich     |
| 5     | Schweiz        |
| 6     | Finnland       |
| 7     | Österreich     |
| 8     | Schottland     |
| 9     | Dänemark       |
| 10    | England        |
| 11    | Niederlande    |
| 12    | Italien        |
| 13    | Wales          |